# Lake Benalla
Lake Benalla är en sjö i Australien. Den ligger i delstaten Victoria, omkring 170 kilometer nordost om delstatshuvudstaden Melbourne. 
Följande samhällen ligger vid Lake Benalla:
- Benalla (9 020 invånare)

Trakten runt Lake Benalla består till största delen av jordbruksmark. Runt Lake Benalla är det mycket glesbefolkat, med 2 invånare per kvadratkilometer. Genomsnittlig årsnederbörd är 1 295 millimeter. Den regnigaste månaden är juli, med i genomsnitt 158 mm nederbörd, och den torraste är november, med 58 mm nederbörd.